# Opaxit

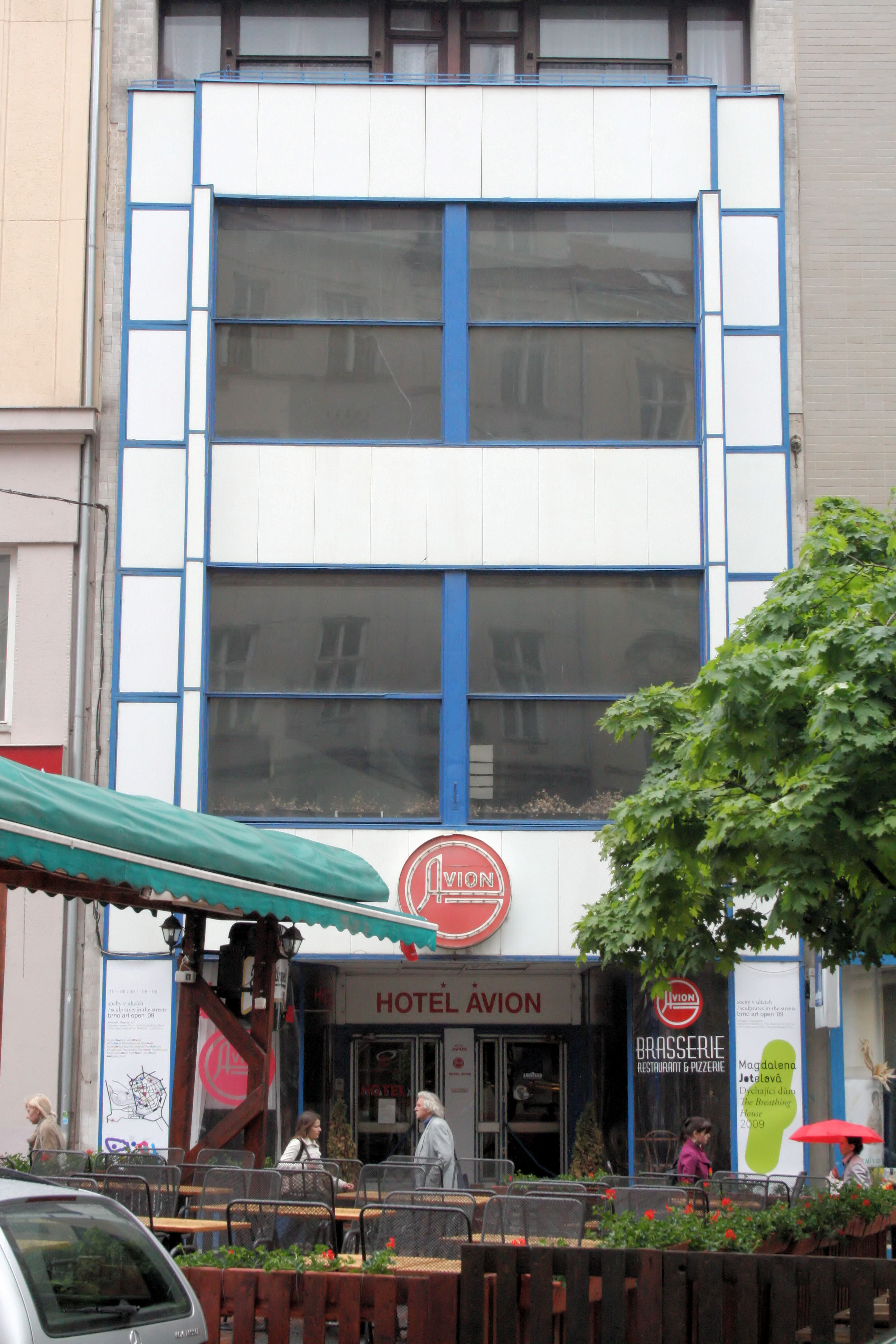
Opaxitové desky využité na fasádě hotelu Avion

Opaxit, dříve znám také jako Miroxit, Miropak, později Chodopak, jsou obchodní názvy pro druh plochého mléčného nebo barevného skla využívaného především pro obklady. Jako náhrada se dnes používá barevně lakované sklo, případně opálové sklo.

## Historie
Vyráběl se ve sklářském závodě v Chodově.

## Výroba
Opaxit je vyráběn běžnými sklářskými způsoby (ručně, litím nebo lisováním) z mléčného skla bílého i barevného. Podobně jako šamotové obkládačky musí i tyto vyhovovat různým požadavkům (dokonalá odolnost proti vlivům vlhkosti a ovzduší (CO2, SO2 a j. plynům), mrazu a vůbec změnám teploty, nárazům, musí dobře Inouti ke zdivu; pokud se obkladaček týče musí být dokonale neprůhledné, aby zdivo neprosvítalo. Požadavkům těmto se vyhovuje jednak speciálním složením skla a zvláště pak uspořádáním výroby, hlavně však dokonalým chlazením, tj. vyrovnáním vnitřních napětí ve skle.

## Užití
Opaxit byl hojně užíván jako obklad zdiva portálů a pod., ale stal se též výborným a skutečně efektním prostředkem moderní architektury nábytkové a moderní techniky reklamní (světelné reklamy, stropní a stěnové osvětlení a pod.).